# Amanita echinocephala
L'Amanita echinocephala è una specie di Amanita non molto ricercata, ma abbastanza facile da distinguere fra specie velenose con verruche per il cappello biancastro e il gambo assottigliato.

## Cappello
Carnoso, emisferico, poi convesso, ornato da verruche ben attaccate e di aspetto vario, di colore bianco lucente da giovane, poi assume tonalità opache o leggermente azzurrognole.

## Lamelle
Libere, ventricose, di colore leggermente verdastro-pallido.

## Gambo
Cilindrico, slanciato e robusto, bianco e bulboso alla base.

## Anello
Bianco, fragile.

## Volva
Dissociata in verruche, bianca.

## Carne
Bianca o con tonalità delle lamelle.
- Odore: gradevole.
- Sapore: gradevole.

## Habitat
Estate-autunno, terreni calcarei e stagioni calde. Specie rara.

## Commestibilità
Commestibile di scarso valore. Per la sua rarità si consiglia di non raccoglierla, o meglio, se la si vuole consumare, al limite raccogliere solo esemplari adulti e privi di spore.

## Specie simili
- Amanita muscaria var. alba (velenosa), per i suoi caratteri principali.

## Etimologia
Dal greco "ekinos", appuntite, spinose (in riferimento alle verruche).

## Varietà
- Amanita echinocephala var. subbeillei

Differenza tra le due sono le lamelle rosa salmone.

## Sinonimi e binomi obsoleti
- Agaricus echinocephalus Vittad., Descr. fung. mang. Italia: 346 (1835)
- Amanita aculeata (Quél.) Bigeard & Guillem., Fl. Champ. Supér. France 1: 44 (1909)
- Amanita solitaria sensu auct. mult.; fide Checklist of Basidiomycota of Great Britain and Ireland (2005)
- Amanita strobiliformis var. aculeata Quél., Enchir. fung. (Paris): 3 (1886)
- Amanita vittadinii var. echinocephala (Vittad.) Veselý, (1934)
- Armillaria echinocephala (Vittad.) Locq., Bull. trimest. Soc. mycol. Fr. 68: 167 (1952)
- Aspidella echinocephala (Vittad.) E.-J. Gilbert, Iconographia Mycologica 27(1): 79 (1941)
- Lepidella echinocephala (Vittad.) E.-J. Gilbert, Bull. trimest. Soc. mycol. Fr. 41: 304 (1925)